# Galerie der modernen Künste (Hradec Králové)

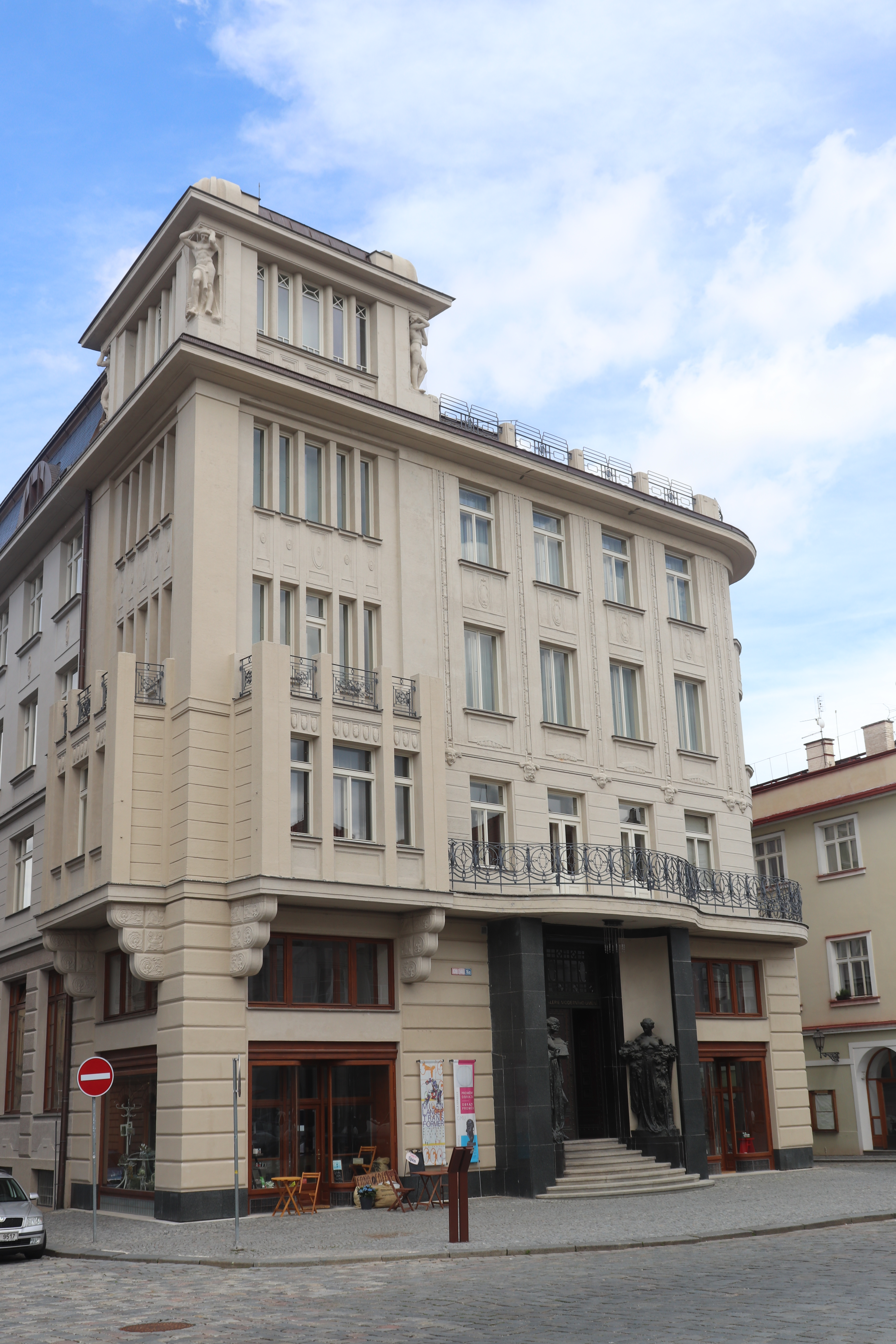
Galerie der modernen Künste

Die Galerie der modernen Künste in Hradec Králové (tschechisch Galerie moderního umění v Hradci Králové) ist eine Kunstgalerie in Hradec Králové. Das denkmalgeschützte Gebäude im Jugendstil wurde nach den Entwürfen des Architekten Osvald Polívka unter teilweiser Mitwirkung des Bildhauers František Fabiánek errichtet.

## Lage
Das Ausstellungsgebäude der Galerie der modernen Künste steht an der Ostseite des Großen Markts (Velké náměstí) in der Altstadt. Gegenüber befindet sich die Kirche Maria Himmelfahrt der Jesuiten.

## Galerie
Die Galerie widmet sich der modernen Kunst und besitzt Werke aus der Epoche seit dem Ende des 19. Jahrhunderts. Einen breiten Raum nehmen Exponate des 20. Jahrhunderts ein. Der Ausstellungsbereich besteht aus einer ständigen Exposition (vier Etagen) und einem wechselnden Sektor (Erdgeschoss). Als Begleitprogramme finden Vorträge und weitere Kultur- und Bildungsveranstaltungen statt.

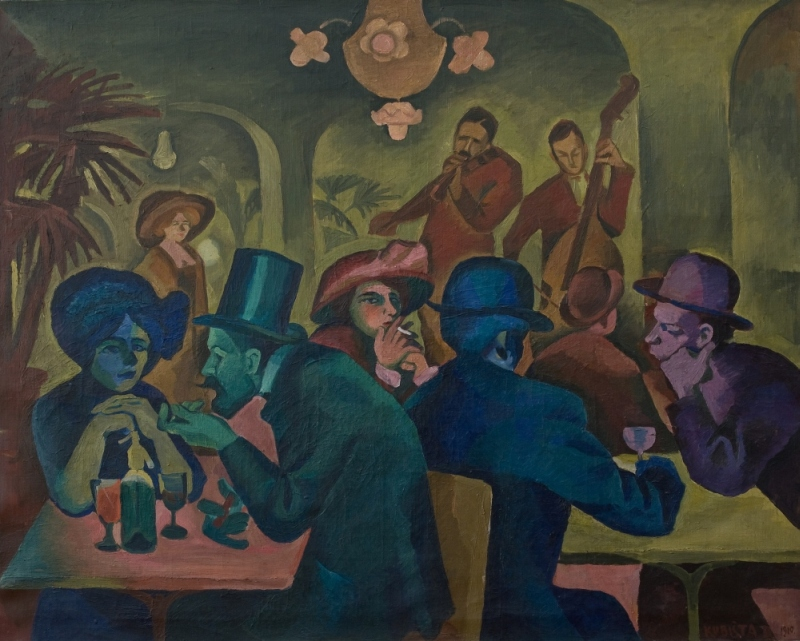
Bohumil Kubišta Kaffeehaus (1910)

Die Sammlungen wurden bereits 1953 gegründet und befanden sich zunächst in einem anderen Gebäude. Inzwischen verfügen die Bestände über einen reichen Fundus an Werken von tschechischen Künstlern. Zu diesem vertretenen Personenkreis gehören: Jiří Balcar, Vladimír Boudník, Josef Čapek, Emil Filla, Vladimír Fuka, František Gross, Karel Holan, Miloslav Holý, Antonín Hudeček, František Hudeček, Josef Istler, Jiří Kolář, Jan Kotík, Bohumil Kubišta, Bohdan Lacina, Kamil Lhoták, Mikuláš Medek, František Muzika, Robert Piesen, Jan Preisler, Antonín Procházka, Václav Radimský, Zdeněk Sklenář, Antonín Slavíček, Vojtěch Sedláček, Josef Šíma, Václav Špála, Jindřich Štyrský, František Tichý, Václav Tikal, Toyen, Václav Rabas, Vlastimil Rada, Josef Váchal, Alois Wachsman, Ladislav Zívr und Jan Zrzavý. 

## Gebäude

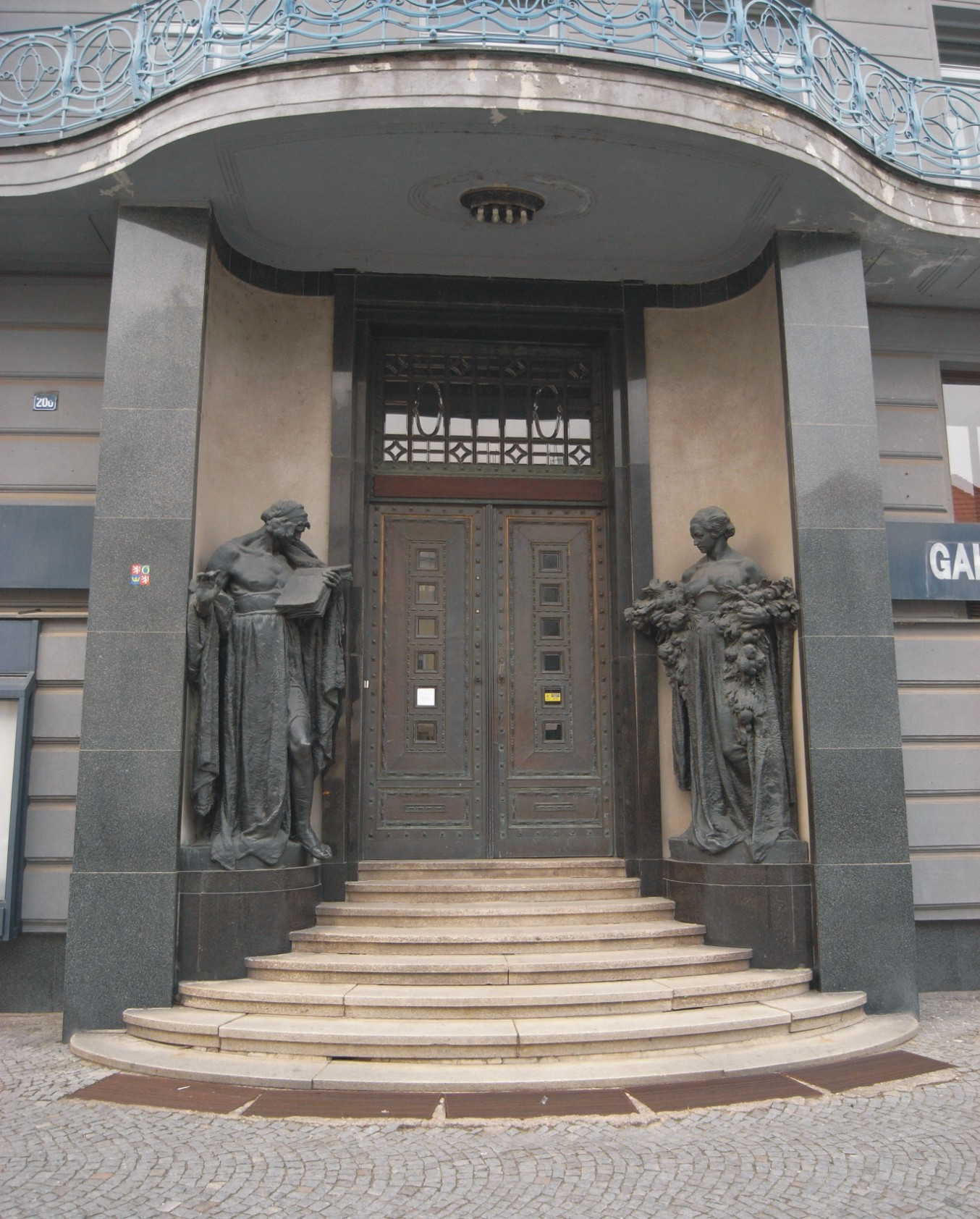
Haupteingang

Dieser Bau ist in den Jahren 1911 und 1912 als Grundbuchamt (Záložní úvěrový ústav) errichtet worden. Später war darin die Tschechische Gewerbe- und Handelsbank untergebracht. Nach dem Zweiten Weltkrieg befand sich hier die Verwaltung des Tschechoslowakischen Autobustransports (Československé autobusové dopravy), danach das Landwirtschaftliche Einkaufs- und Versorgungs-Werk (Zemědělského nákupního a zásobovacího závodu) und von 1986 bis 1988 das Museum für revolutionäre Traditionen Ostböhmens (Muzeum revolučních tradic východních Čech). Die Galerie der modernen Künste ist seit dem Jahr 1990 in diesem Gebäude beheimatet.
Durch die seitliche Begrenzung mit jeweils einer Straße hat der Bau am Haupteingang eine schmale Front und eine längliche Form in seiner Tiefe. Das Gebäude verfügt über ein Hochparterre und vier Etagen.
Das Haus besitzt eine Quaderform. An seiner links vom Haupteingang befindlichen Ecke ist ein balkonartiger Anbau im Bereich des ersten Obergeschosses vorgesetzt. Oberhalb dieses Bereiches betonen bis zur Dachtraufe zwei Reihen von jeweils fünf nebeneinander angeordneten und streng hochformatigen Fenster die Ecksituation. Über dem Haupteingang erzeugt ein nach außen schwingender Balkon eine schützende Vordachfunktion. Er ist mit einem aufwendig verzierten Metallgeländer versehen.
Im Dachgeschoss wird die Gebäudeecke von einem turmartigen Aufbau geziert, der nach der rechten Seite in eine Dachterrasse übergeht. Der Sims und das Dach des Turmes werden an seinen Ecken von menschlichen Figuren in stützender Pose getragen. Die Fenster des Turmbaus sind stilgerecht gegliedert.
Sein Haupteingang erhielt, ebenso wie das Foyer, eine repräsentative Ausstattung. Dazu gehören zwei Bronzeplastiken von Ladislav Šaloun im Außenbereich des Haupteingangs. Die linke Plastik (Obchod / Gewerbe) zeigt einen Mann in lesender Haltung mit einem großen Buch in der linken Hand. Auf der rechten Seite steht eine Frauenfigur (Úroda / Ernte), die in ihren beiden Händen eine Fülle von Gartenfrüchten hält. Die zweiflügelige Eingangstür ist ein Bronzearbeit mit verschiedenen rahmenartigen Verzierungen in Form von Treibearbeiten und jeweils einer senkrecht angeordneten Reihe kleiner quadratischer Fenster. Über ihr ist ein Oberlichtfenster mit facettierten Glasscheiben und ornamentaler Gestaltung eingesetzt.
Die aufwendige Gestaltung des Baus setzt sich nach innen fort. Im Vorraum befindet sich eine aufwendige Natursteinwandverkleidung aus dem Prager Slivenetz-Marmor (ein devonischer Kalkstein) sowie ein reichhaltig gestaltetes Hauptfoyer mit Oberlichtglas und einer repräsentativen Treppenanlage. Zu den Besonderheiten zählen einige farbig gestaltete Glasfenster. Die Innenausstattung des Gebäudes ist im originalen Zustand erhalten geblieben.